# Palais Walderdorff

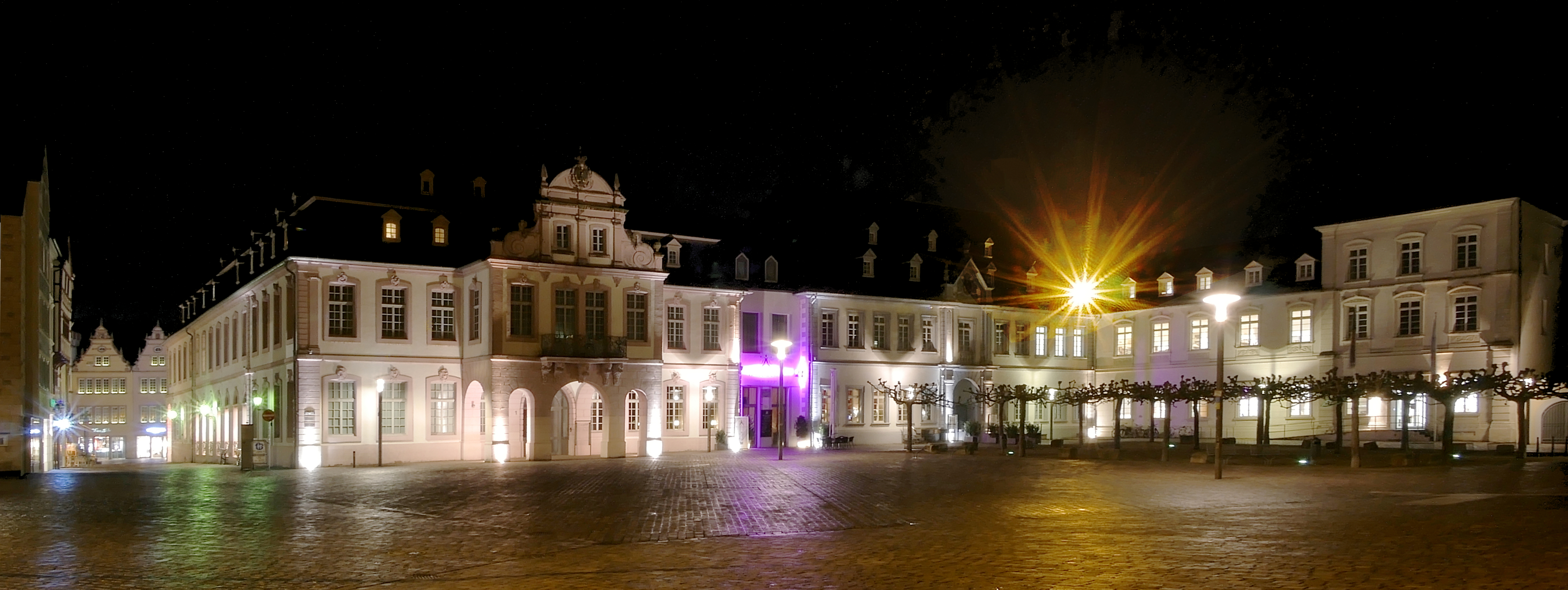
Gesamtkomplex vom Domfreihof aus gesehen

Das Palais Walderdorff in der Stadt Trier ist ein Baukomplex, der sich gegenüber dem Trierer Dom im Westen und Norden des Domfreihofs erstreckt. Ein Bauteil erstreckt sich zudem entlang der Sternstraße bis zum Hauptmarkt. Ältester Bauteil des Komplexes ist der Turm Jerusalem aus dem 11. Jahrhundert. Der größte und auffälligste Teil des Gesamtkomplexes wurde vom Trierer Erzbischof und Kurfürst Johann IX. Philipp von Walderdorff als Dompropstei erbaut.

## Bauwerke

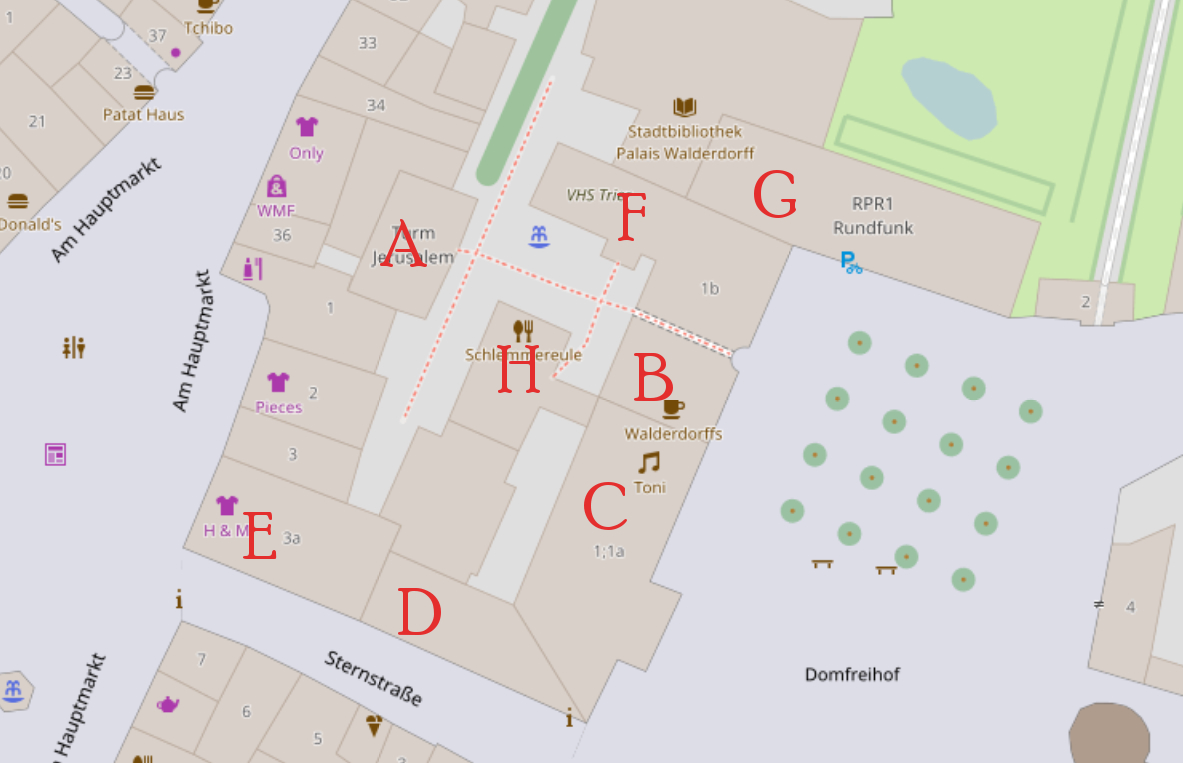
Lage der Bauteile, eingezeichnet in eine Open Streetmap-Karte

Bau A: Turm Jerusalem: romanischer Turmbau, Kalkstein- und Ziegelmauerwerk, 11. und 12. Jahrhundert. Heute von der Stadt Trier unter anderem als Trausaal des Standesamtes genutzt.
Bau B: ehemalige Dompropstei: stattlicher barocker Walmdachbau über bauzeitlichem tonnengewölbtem Keller, um 1758 erbaut. Der heutige Bau steht auf dem Gelände der seit dem 12. Jahrhundert überlieferten Kurie Jerusalem. Diente 1797 noch als Wohnung des Erbauers von Schloss Monaise, Franz Wilderich Graf von Walderdorff. Ab 1798 Sitz der französischen, ab 1815 der preußischen Regierung. Heute im Erdgeschoss überwiegend gastronomische Nutzung.
Bau C: von Kurfürst Johann Philipp von Walderdorff 1766 durch den Architekten Johannes Seiz als Domkurie errichteter spätbarocker Mansardwalmdachbau. Der Bau wurde an der Stelle des mittelalterlichen Rodenmacher Hofs errichtet. Im 19. Jahrhundert mehrfach verändert, unter anderem durch den um 1877 errichteten neubarocken Mittelrisalit.
Bau D: Verbindungstrakt, zwischen den Bauteilen E und C. Um 1766 über wohl älterem Keller erbaut. Heutige Nutzung: Texildiscounter mit Eingang im Bauteil E.
Bau E:  Ehemalige Hauptwache: platzbildprägender barocker Mansarddachbau mit Arkade, 1774/76 als letzter der zur Zeit der Kurfürsten erstellten Bauten errichtet, Architekt J. J. Steinem. Das Gebäude wurde an Stelle eines gotischen Giebelhauses, das bereits die Hauptwache beherbergte und das 1774 abgebrochen wurde gebaut. Vom Hauptmarkt gesehen rechts am Gebäude befindet sich die Kopie einer Madonna mit Kind, links gegenüber die Gedenktafel für Cläre Prem. Das Gebäude wurde später unter anderem von der Stadt Trier genutzt, 1998 entkernt und beherbergte bis 2019 eine Filiale des Textil-Discounters H & M.
Bau F: 19. Jahrhundert, um 2000 entkernt, heute zusammen mit einem modernen Anbau von Städtischer Bibliothek, VHS und städtischen Einrichtungen genutzt.
Bau G: ehemalige Regierungs-Hauptkasse: historistischer Verwaltungsbau, zweites Viertel des 19. Jahrhunderts. In den 1950er-Jahren entkernt, 1966 für die städtische Bibliothek umgebaut. Sein östlicher Abschluss ist das sogenannte Kassenhaus, ein Kopfpavillon im Stil der italienischen Renaissance. Das Gebäude wird heute (2017) überwiegend von Radio RPR genutzt.
Bau H: neubarockes ehemaliges Bezirksausschussgebäude, um 1889, nach Entkernung 1998/99 heute (2018) als Feinschmeckerrestaurant genutzt.

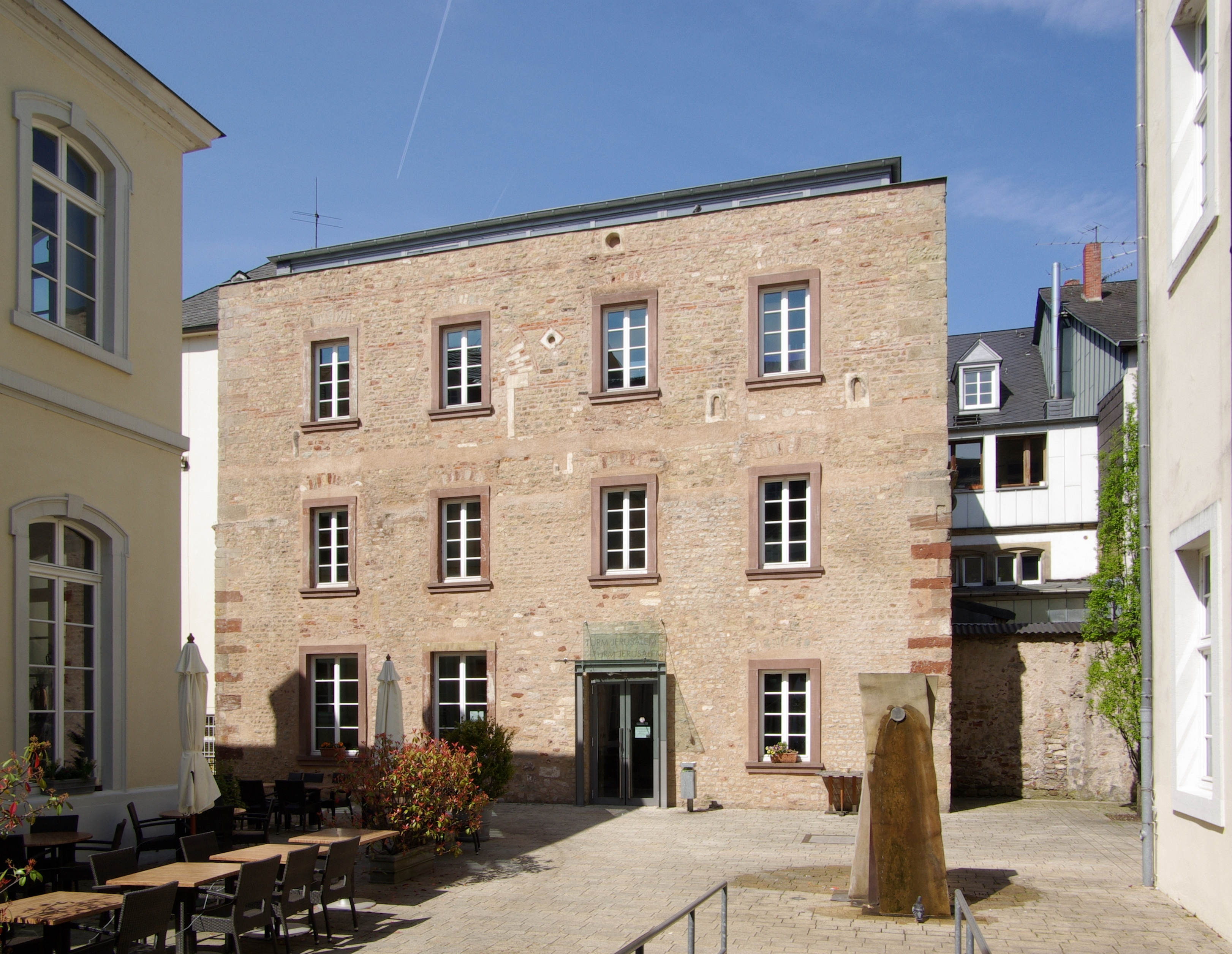
Bau A: Turm Jerusalem
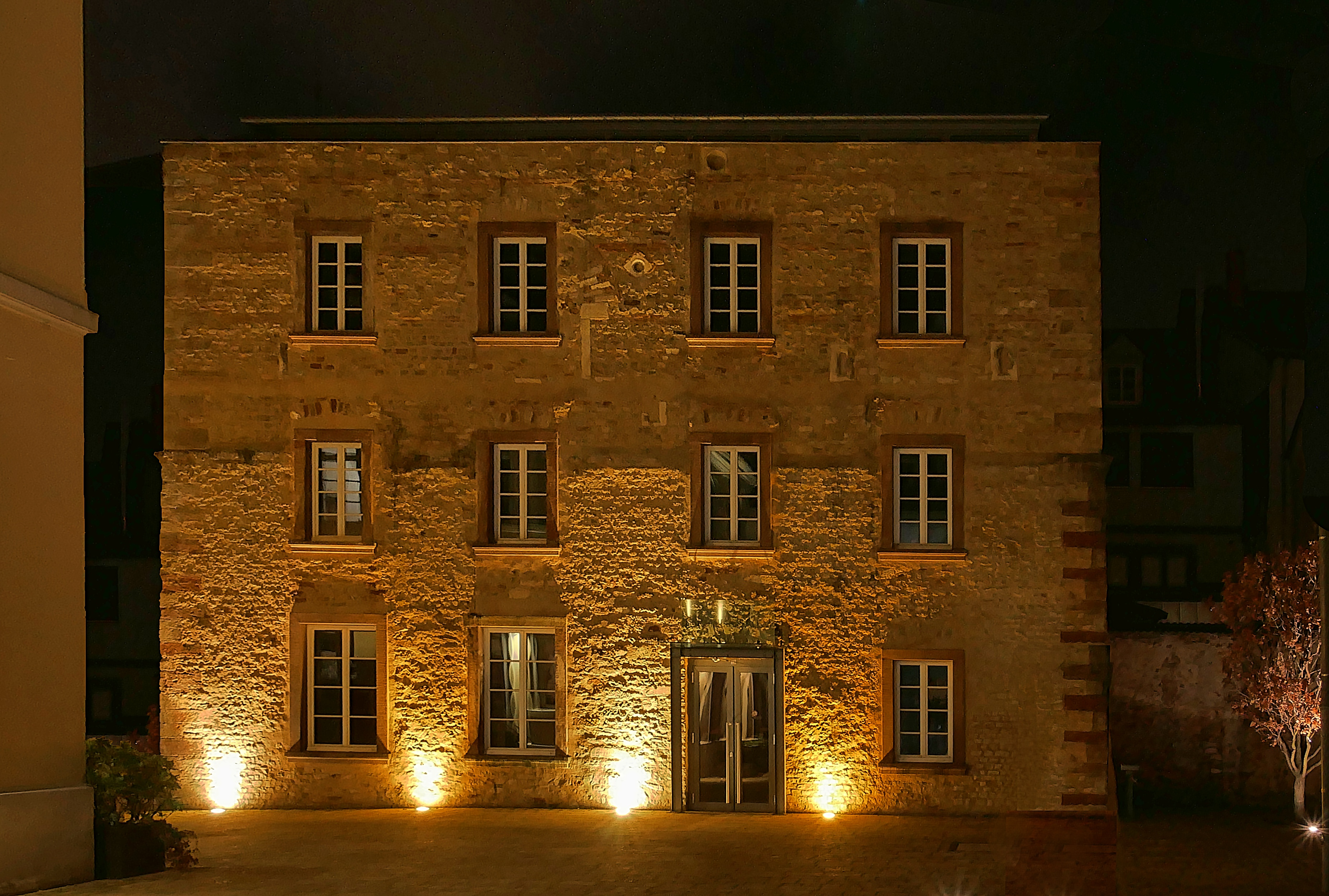
Bau A: Turm Jerusalem
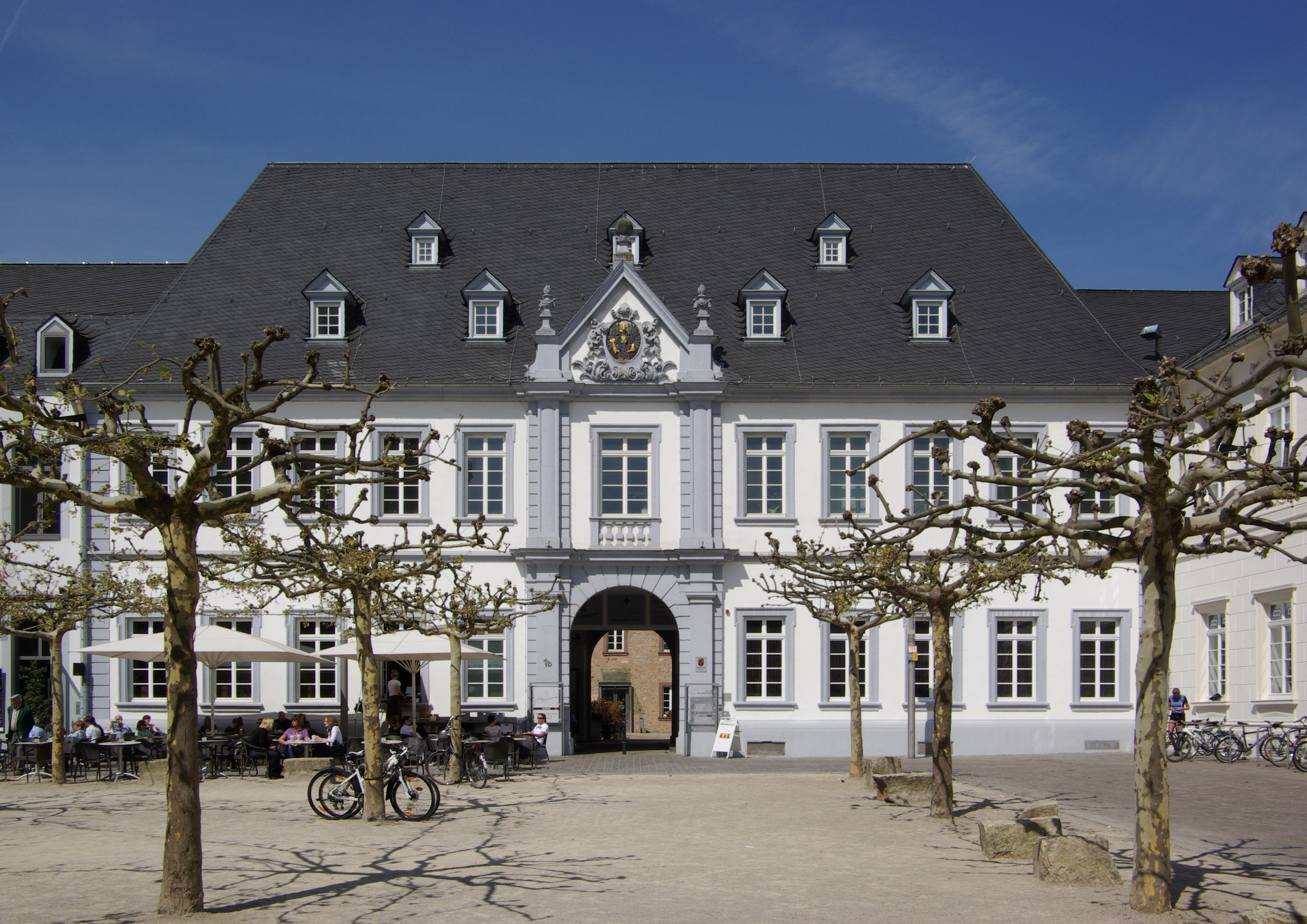
Bau B: ehemalige Propstei
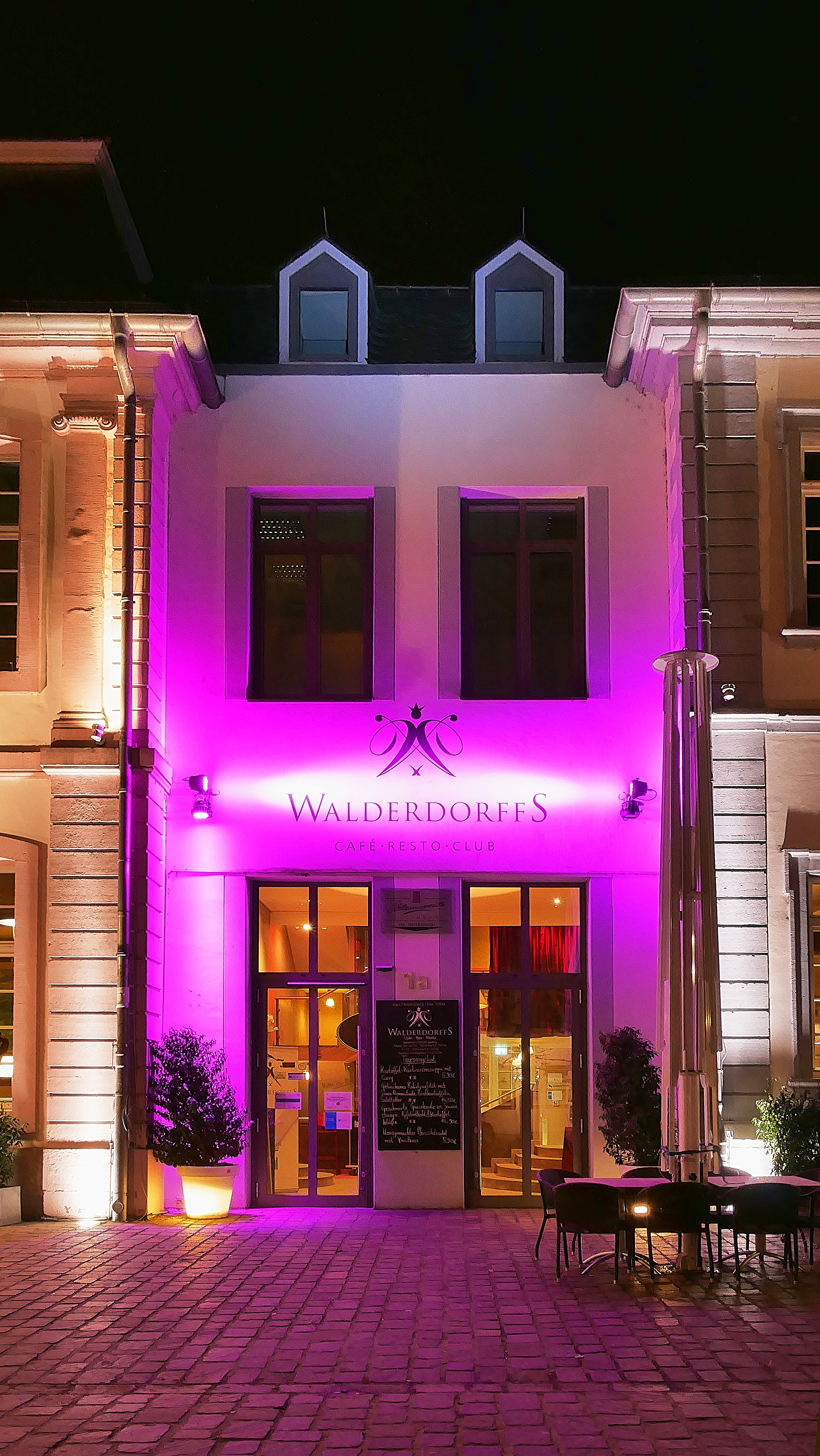
Verbindungsbau zwischen B und C
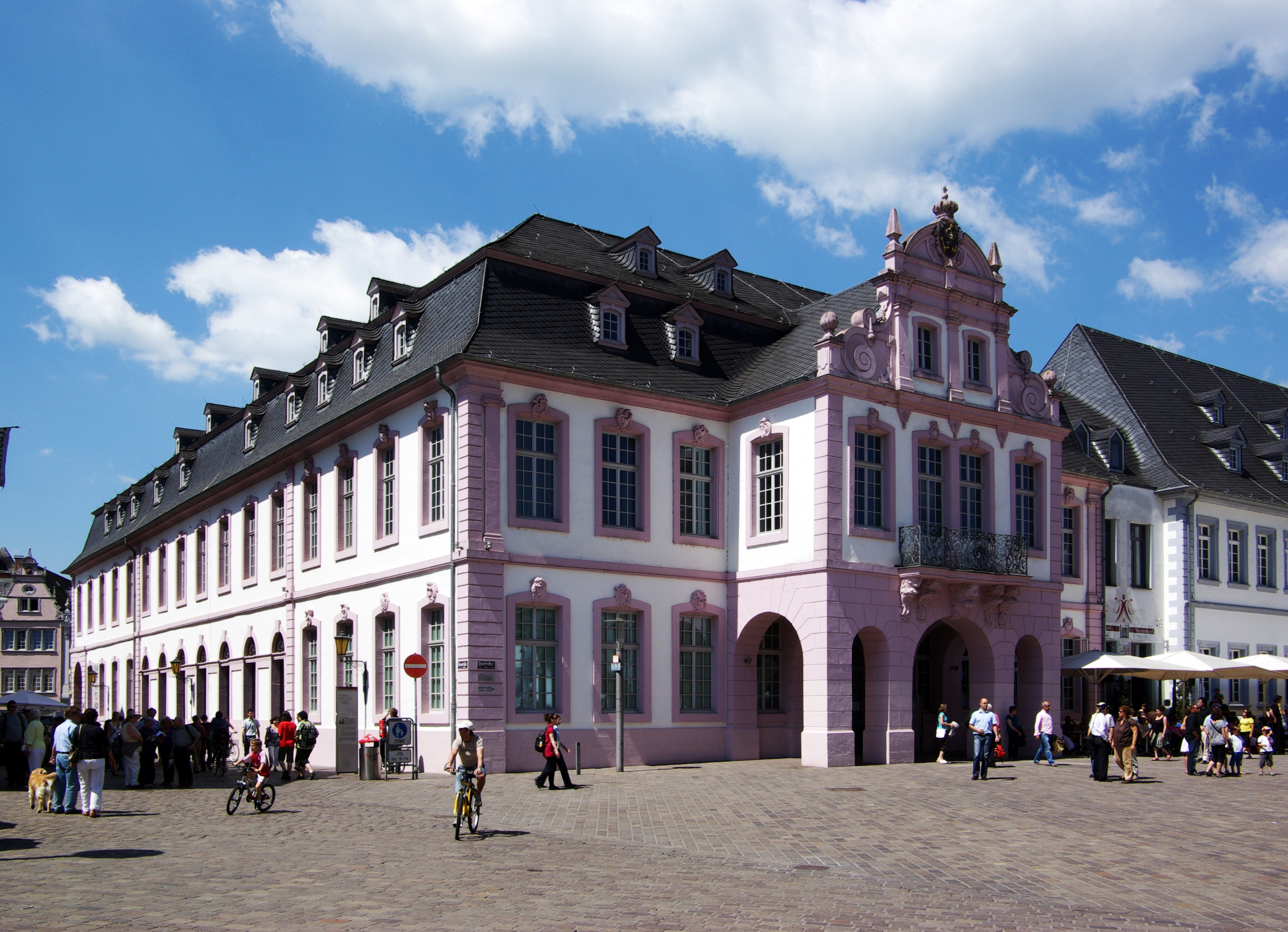
Bau C
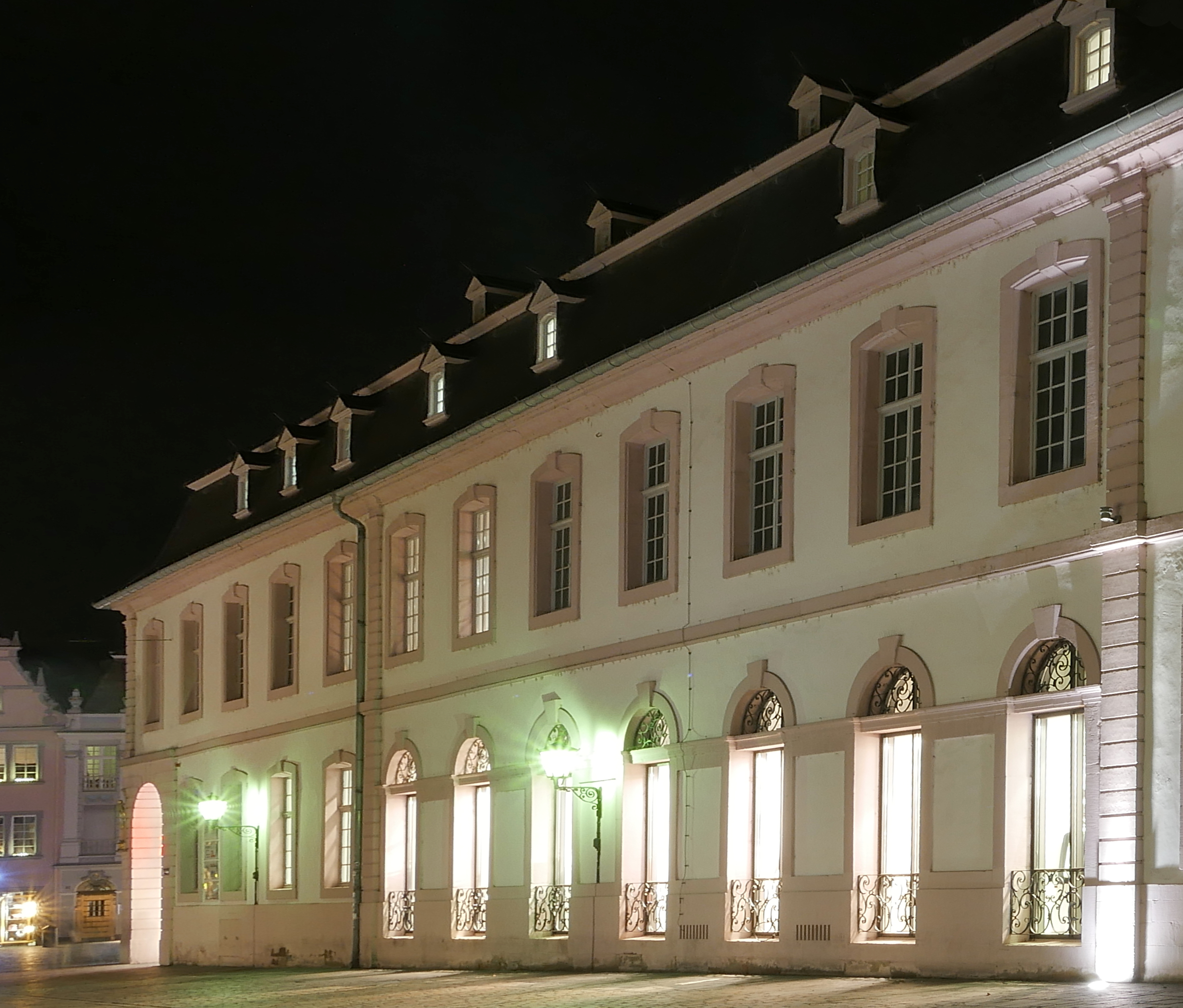
Bau C links und D (mitte-rechts)
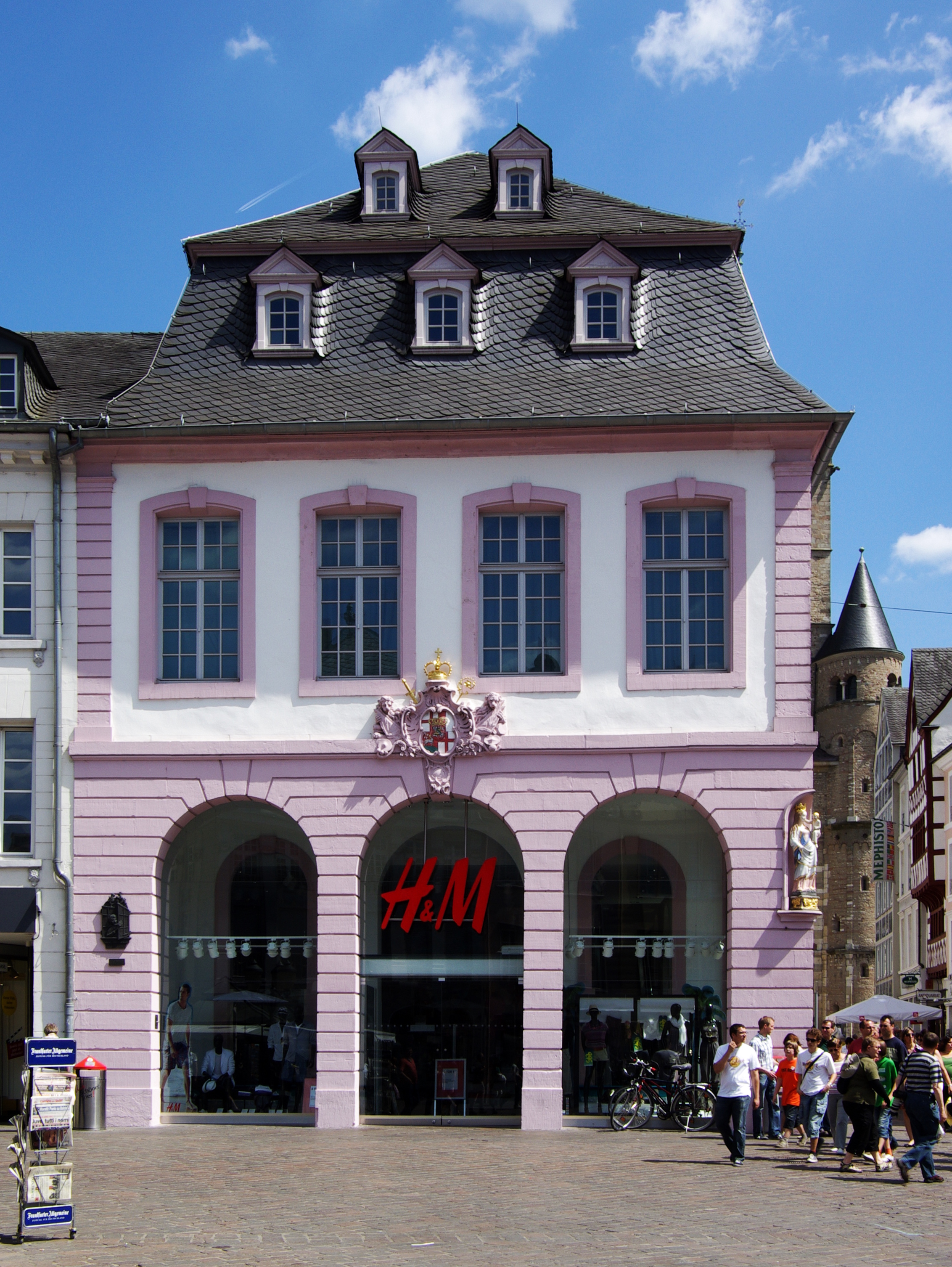
Bau E: ehemalige Hauptwache
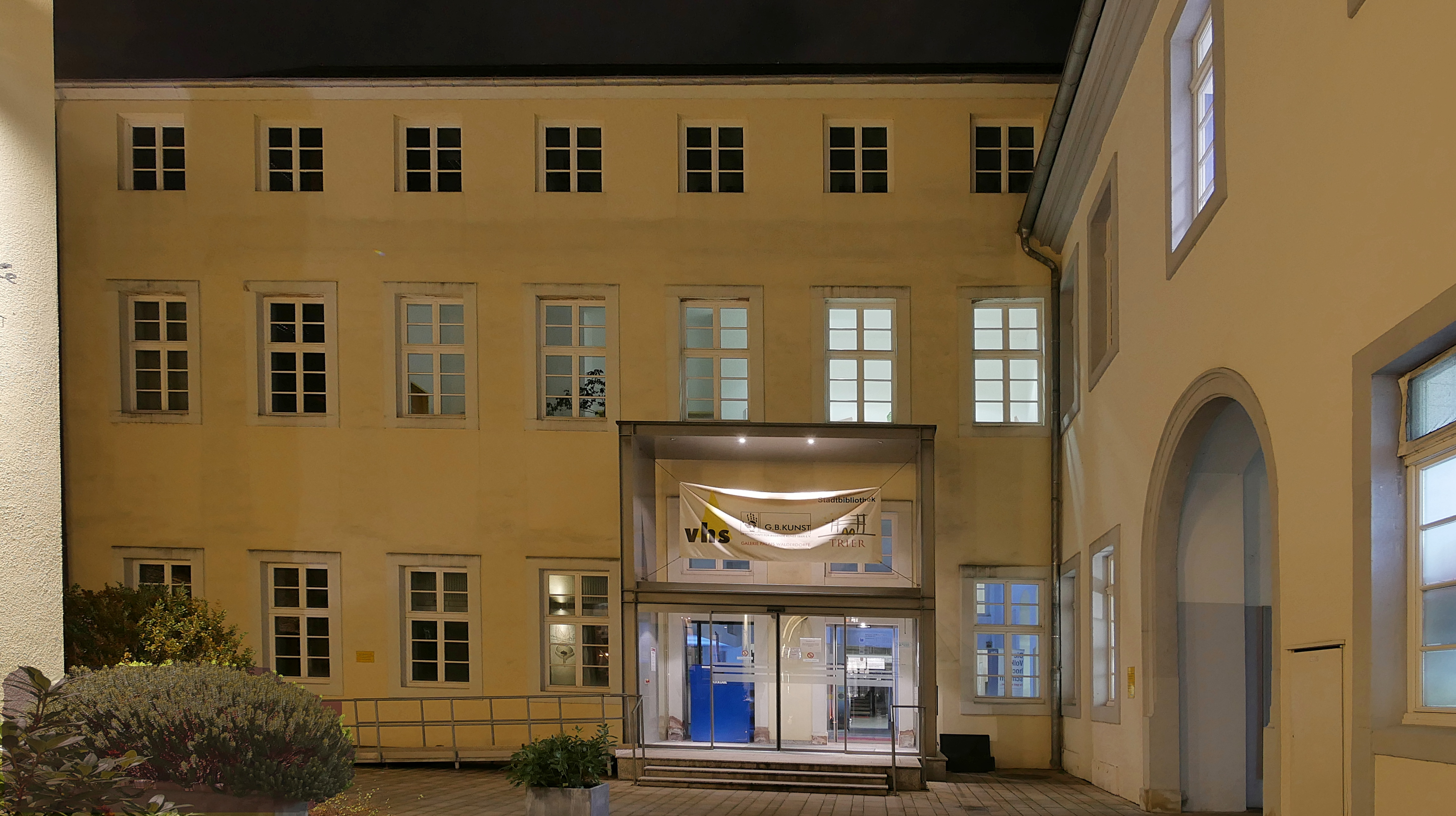
Bau F
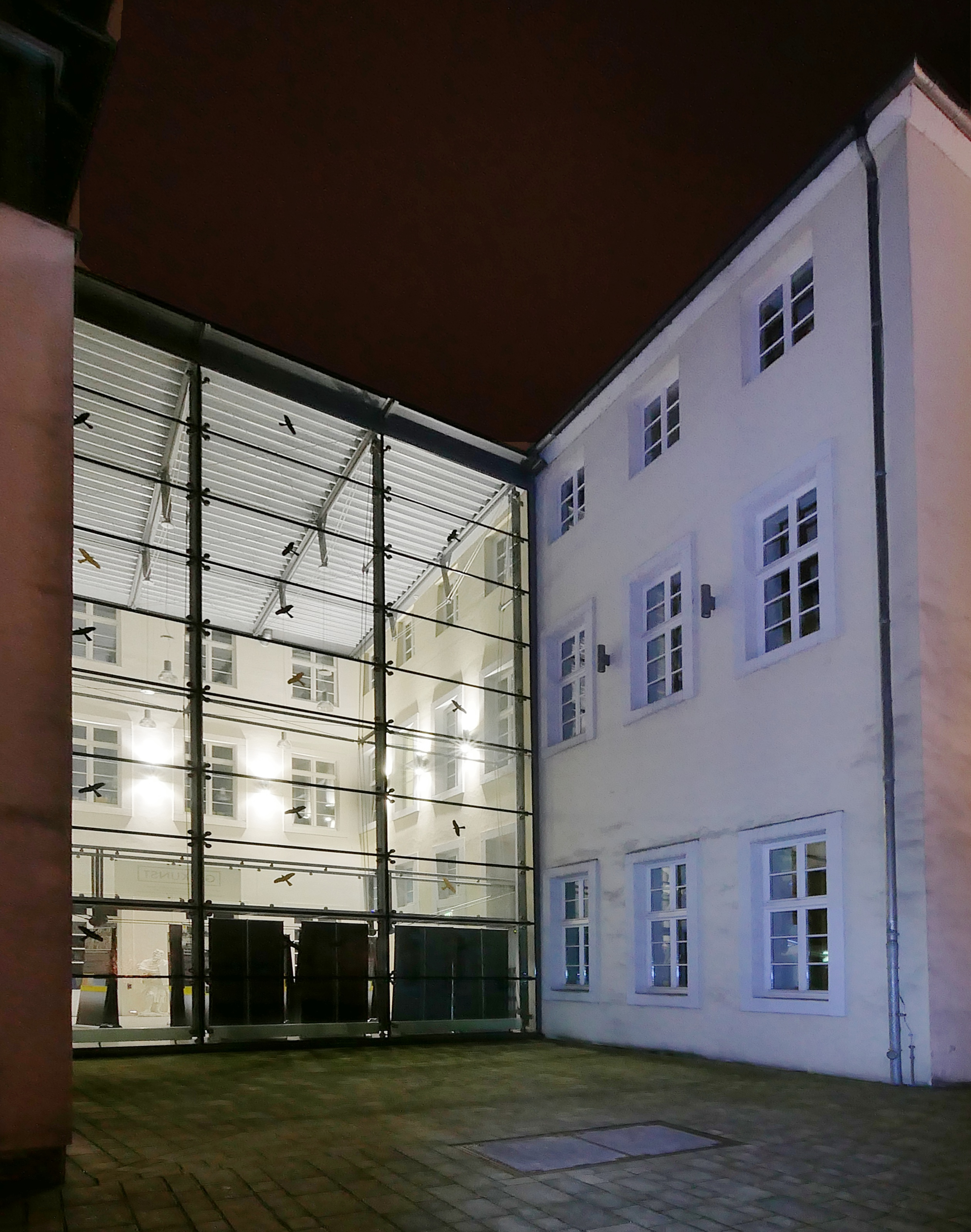
Bau F (rechts) und G (hinter Glas)
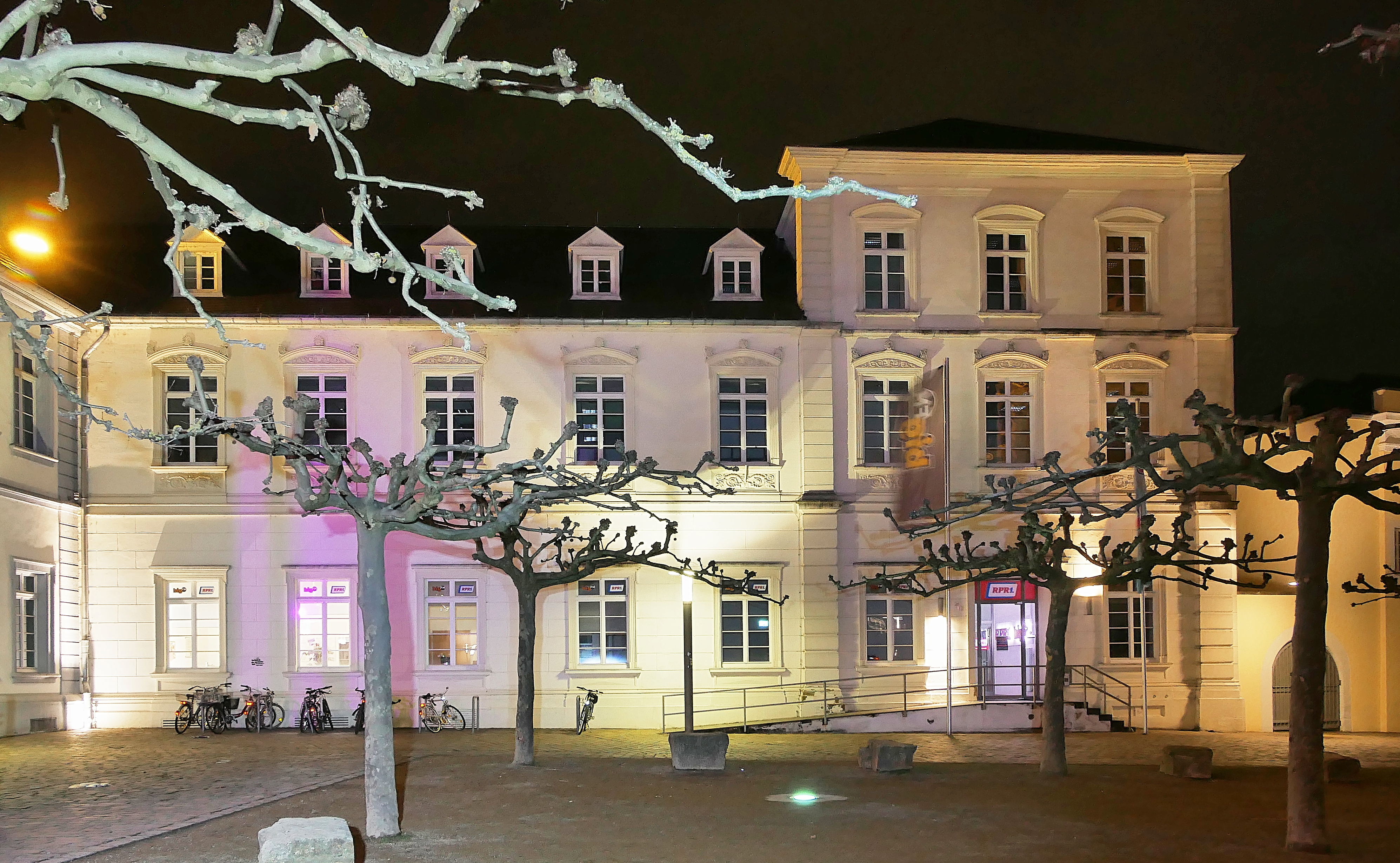
Bau G, rechts das Kassenhaus
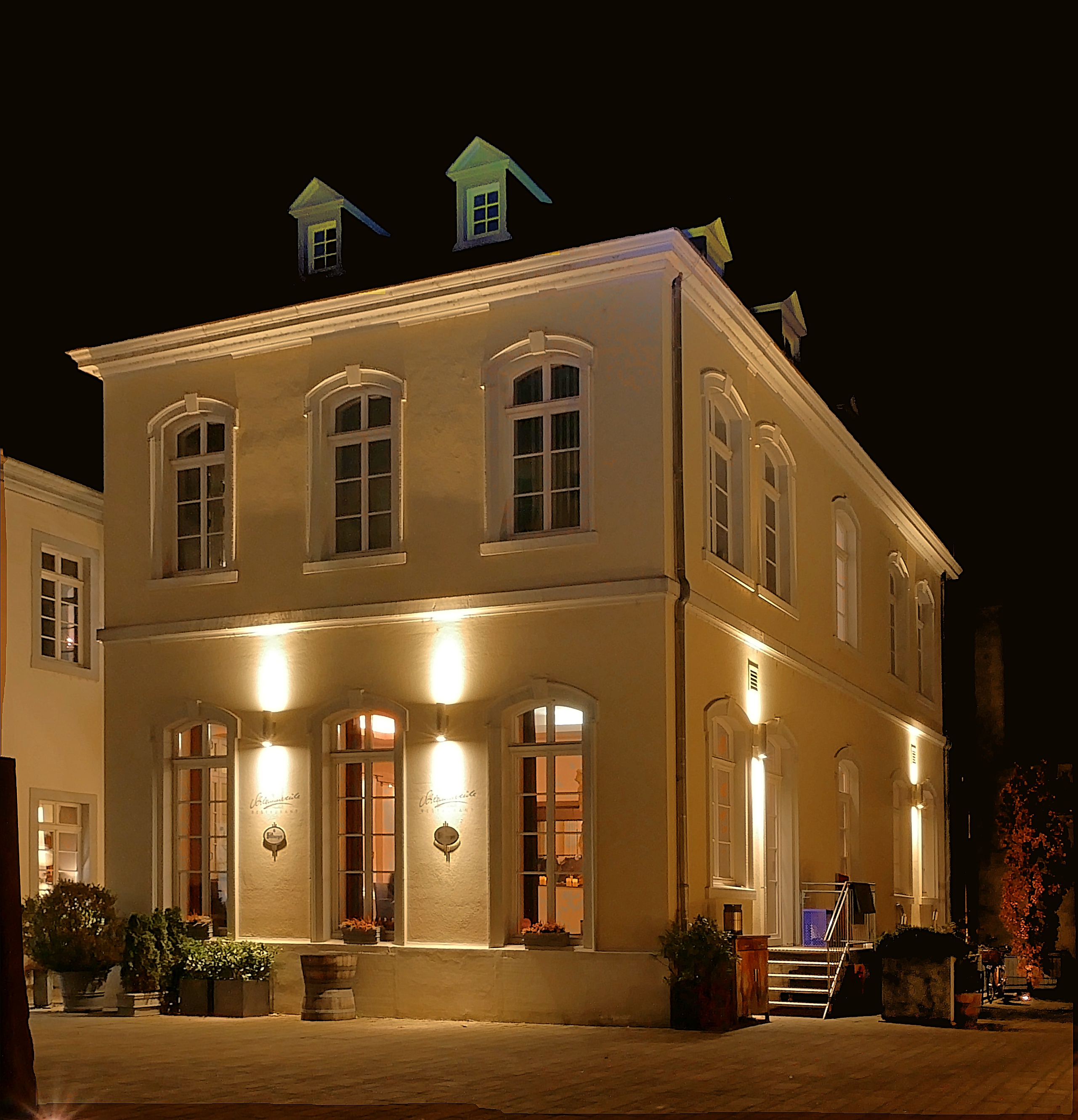
Bau H
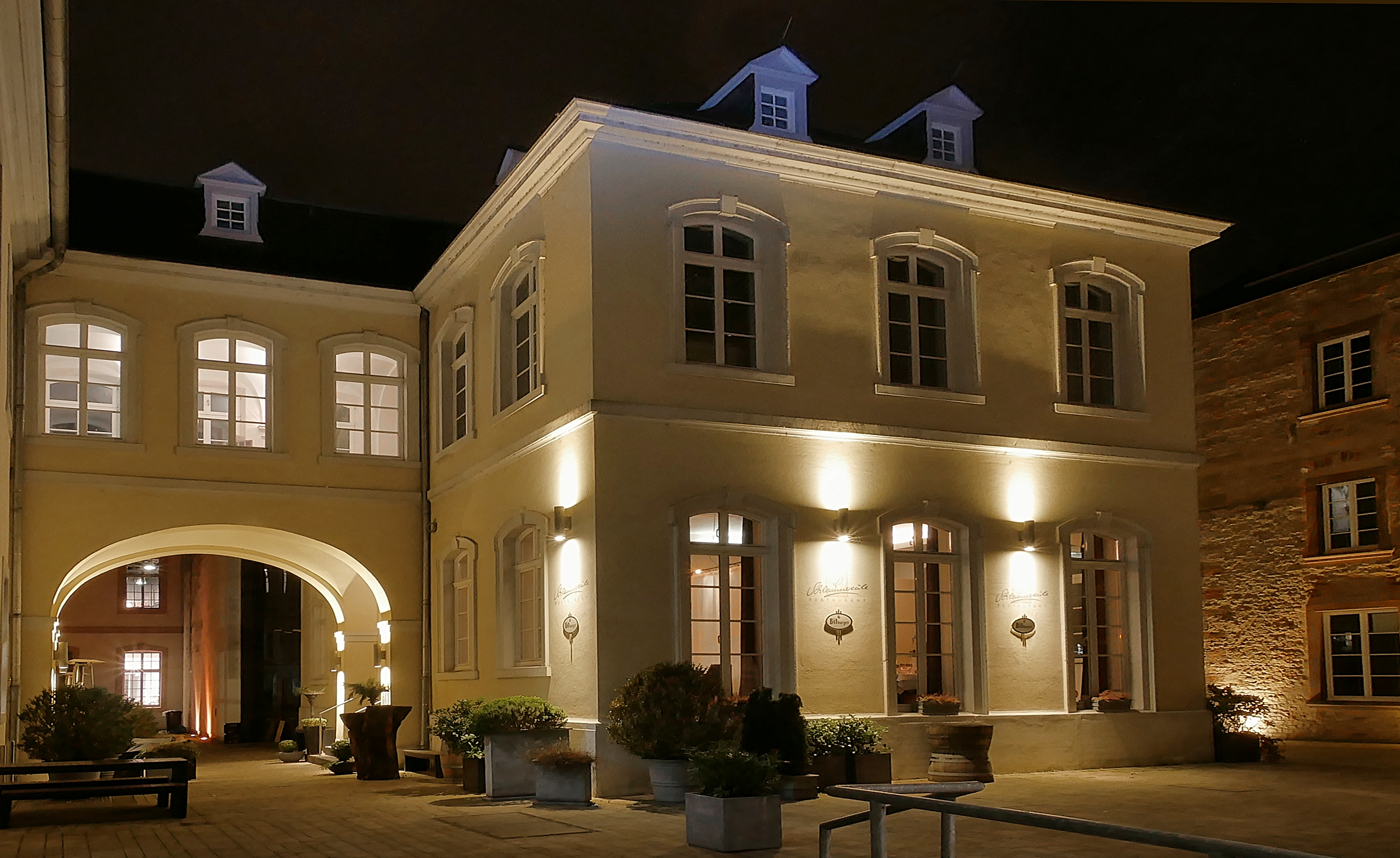
Bau H und Verbindung zum Bau B
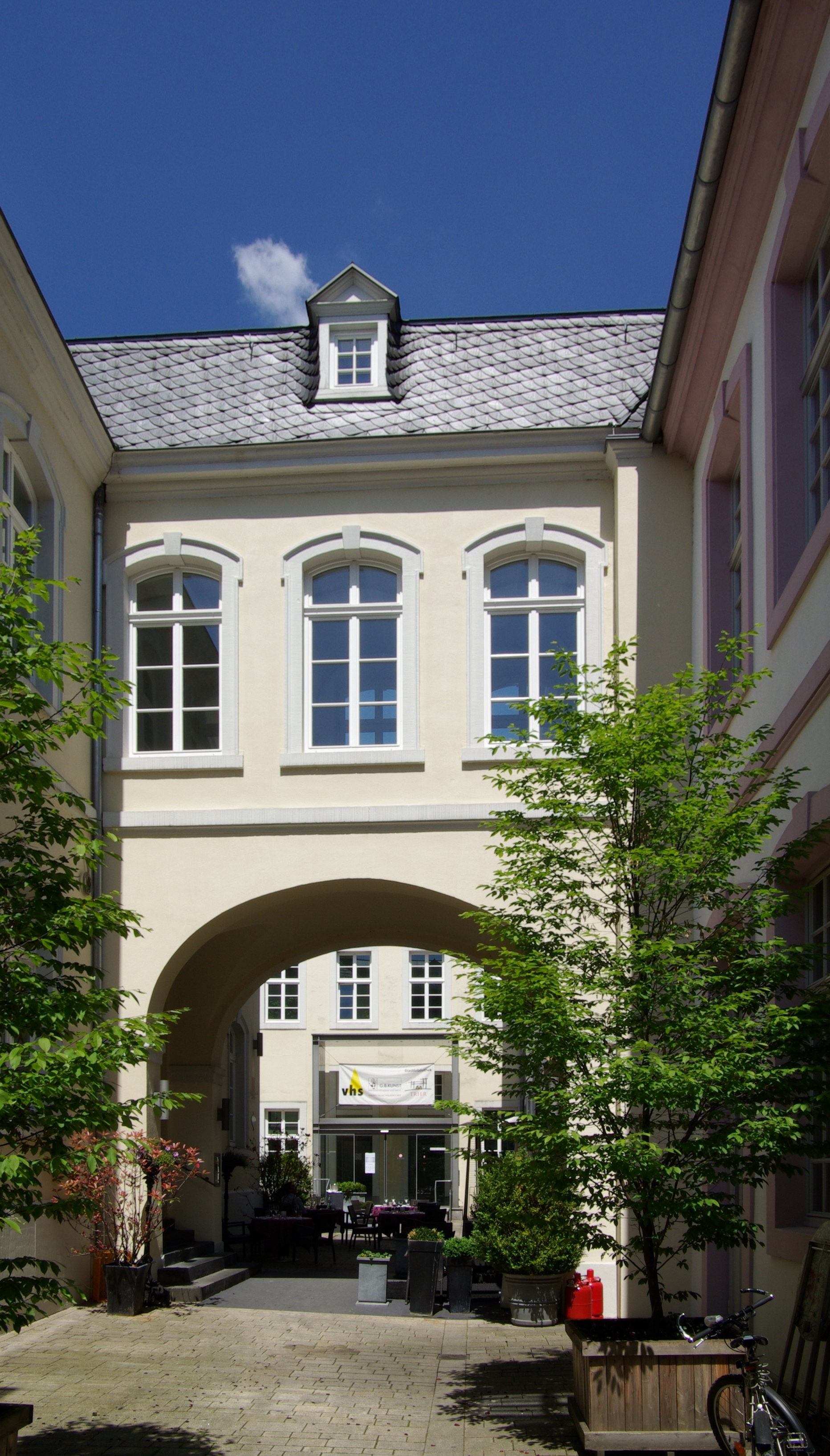
Verbindung zwischen Bau B und H

## Spätere Nutzung
In der Franzosenzeit (1794–1815) war das Gebäude die Präfektur des Saar-Departements. Danach richteten die Preußen hier die Alte Regierung ein. Während des Zweiten Weltkrieges wurde der Gebäudekomplex schwer beschädigt und danach äußerlich in alter Form wiederaufgebaut. 
Nach dem Verkauf des ehemals städtischen Gebäudes an einen Investor und Generalsanierung um das Jahr 2000 wurde der Bereich an der Sternstraße zwischen Hauptmarkt und Domfreihof von einem Textildiscounter genutzt, mittlerweile befindet sich darin ein Drogeriemarkt. Der Umbau zu einem großflächigen Einzelhandelsgebäude wurde seinerzeit stark kritisiert, einerseits wegen der als unangemessen empfundenen Nutzung, andererseits auch wegen des teilweise wenig sensiblen Umgangs mit der historischen Bausubstanz. In den weiteren Gebäuden am Domfreihof und im Innenhof finden sich Restaurants, Galerien und Dienststellen und Einrichtungen der Stadt Trier (Stadtbücherei, Volkshochschule,  Standesamt, Seniorenbüro, Jugendtreff).

## Cläre-Prem-Plakette

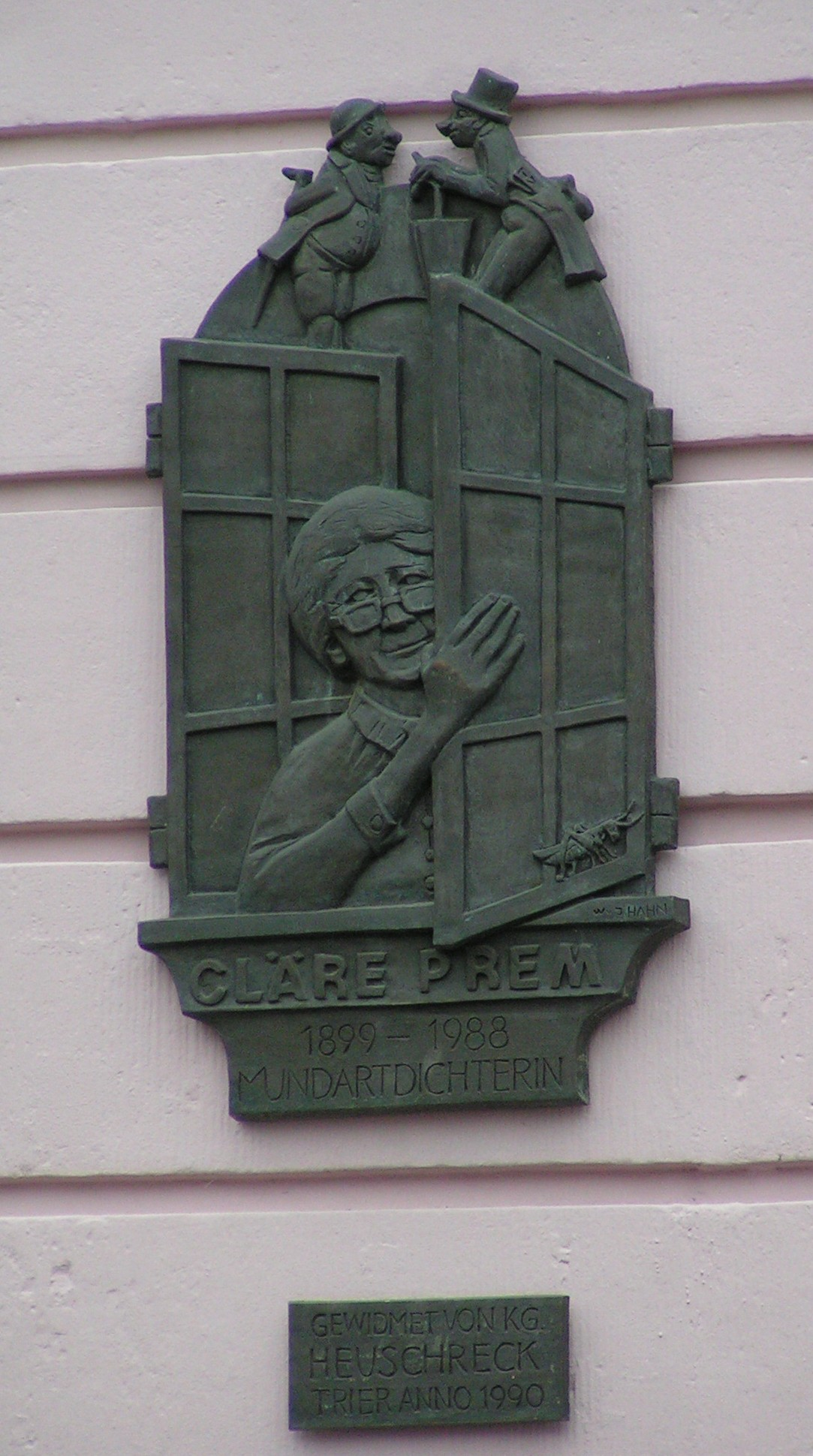
Gedenktafel für Cläre Prem

An der Hauptmarkt-Außenseite des Palais befindet sich ein 1991 angebrachtes Bronzerelief des Bildhauers Willi Hahn. Es zeigt die Trierer Mundartdichterin Cläre Prem in ihrer typischen Fensterguckermanier und die beiden von ihr erdachten Trierer Originale "Koorscht und Kneisjen".